# Piapiak
Piapiak (Ptilostomus afer) är en fågel i familjen kråkfåglar inom ordningen tättingar.

## Utseende och läte
Piapiak är en udda, slank och skatliknande kråkfågel med lång avsmalnad stjärt och rätt jnubbig näbb. Adulta fåglar är helt glansigt svarta, medan ungfåglar har svartspetsade skära näbbar. Lätent beskrivs som pipigt och ljust starliknande, i engelsk litteratur återgivet som "cheeet".

## Utbredning och systematik
Fågeln förekommer i i Afrika söder om Sahara. Den placeras som enda art i släktet Ptilostomus och behandlas som monotypisk, det vill säga att den inte delas in i några underarter.

## Levnadssätt
Piapiaken hittas i öppen palmsavann, i jordbruksområden och i byar ute på landsbygde. Den födosöker på marken i grupper, ofta nära stora däggdjur som boskap. Den kan ses promenera intill eller till och med rida på ryggen. Piapiaken ses även sitta i trädtoppar och palmer. 

## Status
Arten har ett stort utbredningsområde och beståndet anses stabilt. Internationella naturvårdsunionen IUCN listar den därför som livskraftig (LC).